# Frank Tallis
Pour les articles homonymes, voir Tallis (homonymie).
 (avril 2025).
Si vous disposez d'ouvrages ou d'articles de référence ou si vous connaissez des sites web de qualité traitant du thème abordé ici, merci de compléter l'article en donnant les références utiles à sa vérifiabilité et en les liant à la section « Notes et références ».
Frank Tallis, né le 1er septembre 1958 à Londres, est un psychologue clinicien, spécialiste des troubles obsessionnels et auteur britannique de roman policier historique. Il a également signé F. R. Tallis des récits fantastiques.

## Biographie
Né dans le quartier londonien de Stoke Newington, il fait des études universitaires et obtient un doctorat en psychologie. Il enseigne la psychologie clinique et les neurosciences au King's College de Londres et publie, à partir de 1989, plusieurs essais sur le comportement humain et sur l'histoire de la psychothérapie.
En 2005, il se lance dans le roman policier historique avec les Carnets de Max Liebermann. Cette série policière a pour héros l'inspecteur Oskar Rheinhardt, de la police viennoise, et son ami et acolyte, le psychiatre Max Liebermann, dont les enquêtes se déroulent dans la Vienne impériale au tournant du siècle. Outre des intrigues très riches, elle évoque l'atmosphère de la capitale de l'Empire austro-hongrois dans les années qui précèdent la Première Guerre mondiale. Les récits, souvent émaillés de rencontres avec de grands personnages historiques, notamment Freud ou Gustav Mahler, multiplient les annotations sur les événements culturels et politiques de l'époque. Les romans sont adaptés en 2019 en série télévisée sous le même nom.

## Œuvre

### Romans

#### SérieLes Carnets de Max Liebermann
1. Frank Tallis (trad. de l'anglais par Michèle Valencia), La Justice de l'inconscient [« Mortal Mischief »], Paris, 10/18, coll. « Grands détectives » (no 3982), 4 janvier 2007, 442 p., 18 cm (ISBN 978-2-264-04276-7 et 2-264-04276-1, BNF 40966053)Titre anglais alternatif : A Death in Vienna.
2. Frank Tallis (trad. de l'anglais par Michèle Valencia), Du sang sur Vienne [« Vienna Blood »], Paris, 10/18, coll. « Grands détectives » (no 3983), 4 janvier 2007, 445 p., 18 cm (ISBN 978-2-264-04277-4 et 2-264-04277-X, BNF 40966047)
3. Frank Tallis (trad. de l'anglais par Michèle Valencia), Les Mensonges de l'esprit [« Fatal Lies »], Paris, 10/18, coll. « Grands détectives » (no 4087), 3 janvier 2008, 411 p., 18 cm (ISBN 978-2-264-04278-1, BNF 41185449)
4. Frank Tallis (trad. de l'anglais par Michèle Valencia), Les Pièges du crépuscule [« Darkness Rising »], Paris, 10/18, coll. « Grands détectives » (no 4215), 16 avril 2009, 413 p., 18 cm (ISBN 978-2-264-04803-5, BNF 41460258)Titre anglais alternatif : Vienna Secrets.
5. Frank Tallis (trad. de l'anglais par Michèle Valencia), Communion mortelle [« Deadly Communion »], Paris, 10/18, coll. « Grands détectives » (no 4313), 18 février 2010, 350 p., 18 cm (ISBN 978-2-264-04804-2, BNF 42146899)Titre anglais alternatif : Vienna Twilight.
6. Frank Tallis (trad. de l'anglais par Michèle Valencia), Petite musique de la mort [« Death and the Maiden »], Paris, 10/18, coll. « Grands détectives » (no 4461), 2011, 378 p., 18 cm (ISBN 978-2-264-04805-9, BNF 42515918)
7. Frank Tallis (trad. de l'anglais par Hélène Prouteau), La valse de Méphisto [« Mephisto Walz »], Paris, 10/18, coll. « Grands détectives » (no 5302), 2018, 356 p., 18 cm (ISBN 978-2-264-07213-9, BNF 45468912)

#### Autres romans
- Killing Time (1999)
- Sensing Others (2000)

#### Romans fantastiques signés F. R. Tallis
- The Forbidden (2012) Publié en français sous le titre Les Portes de l'interdit, trad. de Eric Moreau, Paris, 10/18, « Grands Détectives » no 4461, 2013, 382 p.
- The Sleep Room (2013) Publié en français sous le titre La chambre des âmes, trad. de Eric Moreau, Paris, 10/18, « Grands Détectives » no 4783, 2014, 328 p.

### Nouvelle isolée de la sérieLiebermann
- The Melancholy Countess (2012)

### Essais
- Worry: a Cognitive Analysis (1989)
- How to Stop Worrying (1990) Publié en français sous le titre Comment vaincre vos peurs, Paris, Leduc. S. éd., 2007
- Worry and Obsessionality: a Correlational Analysis (1991)
- Understanding Obsessions and Compulsions : a cognitive and neuropsychological perspective (1992)
- Worrying: perspectives on theory, assessment, and treatment (1994), en collaboration avec Graham Davey
- Coping with schizophrenia (1994), en collaboration avec Seven H. Jones
- Cognition and Cognitive Neuropsychology (1995)
- Obsessive Compulsive Disorder : a Cognitive and Neuropsychological Perspective (1995)
- Changing Minds: a History of Psychothérapy (1998)
- Hidden Minds: a History of the Unconscious (2002)
- Love Sick: Love as a Mental Illness (2004)